# Nazionale maschile di football americano della Svezia
La nazionale di football americano della Svezia (Sveriges herrlandslag i amerikansk fotboll) è la selezione maggiore maschile di football americano della SAFF, che rappresenta la Svezia nelle varie competizioni ufficiali o amichevoli riservate a squadre nazionali.

## Risultati
Legenda: Grassetto: Risultato migliore, Corsivo: Mancate partecipazioni

## Dettaglio stagioni

### Amichevoli
| Stagione | Vin | Par | Per | Tot | PF  | PS  | avversaria                          |
| -------- | --- | --- | --- | --- | --- | --- | ----------------------------------- |
| 1992     | 0   | 0   | 1   | 1   | 7   | 37  | Finlandia                           |
| 1993     | 1   | 0   | 0   | 1   | 29  | 27  | Finlandia                           |
| 1994     | 0   | 0   | 1   | 1   | 0   | 14  | Finlandia                           |
| 1995     | 0   | 0   | 1   | 1   | 7   | 41  | Finlandia                           |
| 1996     | 0   | 0   | 1   | 1   | 16  | 17  | Finlandia                           |
| 1997     | 0   | 0   | 1   | 1   | 6   | 7   | Finlandia                           |
| 1998     | 1   | 0   | 1   | 2   | 23  | 30  | Germania, Finlandia                 |
| 2003     | 0   | 0   | 1   | 1   | 7   | 20  | Finlandia                           |
| 2004     | 3   | 0   | 0   | 3   | 78  | 15  | Finlandia, Paesi Bassi, Francia     |
| 2005     | 1   | 0   | 0   | 1   | 28  | 24  | Finlandia                           |
| 2006     | 2   | 0   | 0   | 2   | 43  | 28  | Finlandia, Austria                  |
| 2007     | 2   | 0   | 0   | 2   | 78  | 6   | Danimarca, Finlandia                |
| 2008     | 1   | 0   | 2   | 3   | 34  | 75  | Francia, Finlandia, Germania        |
| 2009     | 1   | 0   | 0   | 1   | 14  | 0   | Finlandia                           |
| 2010     | 1   | 0   | 0   | 1   | 19  | 17  | Finlandia                           |
| 2011     | 0   | 0   | 1   | 1   | 34  | 35  | Finlandia                           |
| 2012     | 1   | 0   | 0   | 1   | 20  | 3   | Finlandia                           |
| 2013     | 2   | 0   | 2   | 4   | 129 | 118 | Finlandia, Polonia, Italia, Francia |
| 2014     | 1   | 0   | 0   | 1   | 15  | 10  | Finlandia                           |
| 2015     | 0   | 0   | 1   | 1   | 10  | 14  | Finlandia                           |
| 2016     | 1   | 0   | 1   | 2   | 45  | 52  | Polonia, Finlandia                  |
| 2017     | 1   | 0   | 1   | 2   | 15  | 49  | Finlandia, Gran Bretagna            |
| 2018     | 1   | 0   | 0   | 1   | 27  | 21  | Finlandia                           |
| 2021     | 1   | 0   | 0   | 1   | 35  | 7   | Finlandia                           |
| Totale   | 21  | 0   | 15  | 36  | 717 | 697 |                                     |

Fonte: idrottonline.se

### Tornei

#### Giochi mondiali
| Stagione | regular season | regular season | regular season | regular season | regular season | regular season | playoff | playoff | playoff | playoff | playoff | playoff   | playoff    |
|          | Vin            | Par            | Per            | Tot            | PF             | PS             | Vin     | Per     | Tot     | PF      | PS      | risultato | avversaria |
| -------- | -------------- | -------------- | -------------- | -------------- | -------------- | -------------- | ------- | ------- | ------- | ------- | ------- | --------- | ---------- |
| 2005     | -              | -              | -              | -              | -              | -              | 1       | 1       | 2       | 35      | 27      | Finale    | Germania   |
| Totale   | -              | -              | -              | -              | -              | -              | 2       | 1       | 3       | 126     | 71      |           |            |

Fonte: idrottonline.se

#### Mondiali

##### Fase finale
| Stagione | regular season | regular season | regular season | regular season | regular season | regular season | playoff | playoff | playoff | playoff | playoff | playoff      | playoff    |
|          | Vin            | Par            | Per            | Tot            | PF             | PS             | Vin     | Per     | Tot     | PF      | PS      | risultato    | avversaria |
| -------- | -------------- | -------------- | -------------- | -------------- | -------------- | -------------- | ------- | ------- | ------- | ------- | ------- | ------------ | ---------- |
| 1999     | 1              | 0              | 1              | 2              | 36             | 30             | 1       | 0       | 1       | 38      | 12      | Terzo posto  | Italia     |
| 2007     | 1              | 0              | 1              | 2              | 16             | 62             | 0       | 1       | 1       | 0       | 7       | Quarto posto | Germania   |
| Totale   | 2              | 0              | 2              | 4              | 52             | 92             | 1       | 1       | 2       | 38      | 19      |              |            |

Fonte: idrottonline.se

##### Qualificazioni
| Stagione | regular season | regular season | regular season | regular season | regular season | regular season | playoff | playoff | playoff | playoff | playoff | playoff     | playoff    |
|          | Vin            | Par            | Per            | Tot            | PF             | PS             | Vin     | Per     | Tot     | PF      | PS      | risultato   | avversaria |
| -------- | -------------- | -------------- | -------------- | -------------- | -------------- | -------------- | ------- | ------- | ------- | ------- | ------- | ----------- | ---------- |
| 2002     | -              | -              | -              | -              | -              | -              | 0       | 1       | 1       | 0       | 23      | Primo turno | Francia    |
| Totale   | -              | -              | -              | -              | -              | -              | 0       | 1       | 1       | 0       | 23      |             |            |

Fonte: idrottonline.se

#### Europei

##### Europeo ante-2001/Europeo A

###### Fase finale
| Stagione | regular season | regular season | regular season | regular season | regular season | regular season | playoff | playoff | playoff | playoff | playoff | playoff        | playoff    |
|          | Vin            | Par            | Per            | Tot            | PF             | PS             | Vin     | Per     | Tot     | PF      | PS      | risultato      | avversaria |
| -------- | -------------- | -------------- | -------------- | -------------- | -------------- | -------------- | ------- | ------- | ------- | ------- | ------- | -------------- | ---------- |
| 1993     | -              | -              | -              | -              | -              | -              | 0       | 2       | 2       | 12      | 21      | Quarto posto   | Germania   |
| 1997     | -              | -              | -              | -              | -              | -              | 1       | 1       | 2       | 29      | 30      | Qualificazioni | Finlandia  |
| 2001     | -              | -              | -              | -              | -              | -              | 0       | 1       | 1       | 3       | 21      | Semifinale     | Finlandia  |
| 2005     | -              | -              | -              | -              | -              | -              | 2       | 0       | 2       | 39      | 26      | Campione       | Germania   |
| 2010     | 1              | 0              | 1              | 2              | 21             | 16             | 0       | 1       | 1       | 0       | 30      | Quarto posto   | Austria    |
| 2014     | 0              | 0              | 2              | 2              | 53             | 68             | 0       | 1       | 1       | 24      | 17      | Quinto posto   | Danimarca  |
| 2018     | 1              | 0              | 1              | 2              | 33             | 61             | 0       | 1       | 1       | 21      | 35      | Quarto posto   | Danimarca  |
| 2021     | -              | -              | -              | -              | -              | -              | 1       | 1       | 2       | 36      | 55      | Finale         | Italia     |
| 2023     | -              | -              | -              | -              | -              | -              | 0       | 2       | 2       | 21      | 59      | Quarto posto   | Italia     |
| Totale   | 2              | 0              | 4              | 6              | 107            | 145            | 4       | 10      | 14      | 185     | 294     |                |            |

Fonte: idrottonline.se

###### Qualificazioni
| Stagione | regular season | regular season | regular season | regular season | regular season | regular season | playoff | playoff | playoff | playoff | playoff | playoff   | playoff     |
|          | Vin            | Par            | Per            | Tot            | PF             | PS             | Vin     | Per     | Tot     | PF      | PS      | risultato | avversaria  |
| -------- | -------------- | -------------- | -------------- | -------------- | -------------- | -------------- | ------- | ------- | ------- | ------- | ------- | --------- | ----------- |
| 1988     | -              | -              | -              | -              | -              | -              | 0       | 1       | 1       | 0       | 10      |           | Norvegia    |
| 1991     | -              | -              | -              | -              | -              | -              | 0       | 1       | 1       | 9       | 13      |           | Paesi Bassi |
| 1992     | -              | -              | -              | -              | -              | -              | 1       | 1       | 2       | 43      | 30      |           | Paesi Bassi |
| 1995     | -              | -              | -              | -              | -              | -              | 1       | 1       | 2       | 74      | 24      |           | Finlandia   |
| 1997     | -              | -              | -              | -              | -              | -              | 1       | 0       | 1       | 56      | 0       |           | Ucraina     |
| 2000     | -              | -              | -              | -              | -              | -              | 1       | 0       | 1       | 41      | 0       |           | Finlandia   |
| 2001     | -              | -              | -              | -              | -              | -              | 1       | 0       | 1       | 48      | 0       |           | Ucraina     |
| 2019     | 2              | 0              | 0              | 2              | 70             | 21             | -       | -       | -       | -       | -       |           | -           |
| 2022     | 2              | 0              | 0              | 2              | 52             | 20             | -       | -       | -       | -       | -       |           | -           |
| 2024     | 1              | 0              | 1              | 2              | 26             | 61             | -       | -       | -       | -       | -       |           | -           |
| Totale   | 5              | 0              | 1              | 6              | 148            | 102            | 5       | 4       | 9       | 271     | 77      |           |             |

Fonte: idrottonline.se

#### Campionato nordico
| Stagione | regular season | regular season | regular season | regular season | regular season | regular season | playoff | playoff | playoff | playoff | playoff | playoff   | playoff    |
|          | Vin            | Par            | Per            | Tot            | PF             | PS             | Vin     | Per     | Tot     | PF      | PS      | risultato | avversaria |
| -------- | -------------- | -------------- | -------------- | -------------- | -------------- | -------------- | ------- | ------- | ------- | ------- | ------- | --------- | ---------- |
| 2002     | -              | -              | -              | -              | -              | -              | 2       | 0       | 2       | 108     | 16      |           | Danimarca  |
| 2004     | -              | -              | -              | -              | -              | -              | 1       | 0       | 1       | 31      | 7       |           | Danimarca  |
| Totale   | -              | -              | -              | -              | -              | -              | 3       | 0       | 3       | 139     | 23      |           |            |

Fonte: idrottonline.se

#### Tri Nations
| Stagione | regular season | regular season | regular season | regular season | regular season | regular season | playoff | playoff | playoff | playoff | playoff | playoff   | playoff       |
|          | Vin            | Par            | Per            | Tot            | PF             | PS             | Vin     | Per     | Tot     | PF      | PS      | risultato | avversaria    |
| -------- | -------------- | -------------- | -------------- | -------------- | -------------- | -------------- | ------- | ------- | ------- | ------- | ------- | --------- | ------------- |
| 2009     | -              | -              | -              | -              | -              | -              | 1       | 1       | 2       | 41      | 31      |           | Gran Bretagna |
| Totale   | -              | -              | -              | -              | -              | -              | 1       | 1       | 2       | 41      | 31      |           |               |

Fonte: idrottonline.se

### Riepilogo partite disputate
| Anno             | Luogo                | Evento               | Fase del torneo          | Incontro               | Risultato |
| 1988             | Norvegia             | Europeo              | Qualificazioni           | Norvegia- Svezia       | 13 - 0    |
| 17 febbraio 1991 | Göteborg             | Europeo              | Qualificazioni           | Svezia - Paesi Bassi   | 9 - 13    |
| 1992             | Helsinki             | Amichevole           |                          | Finlandia - Svezia     | 37 - 7    |
| 18 ottobre 1992  | Malmö                | Europeo              | Qualificazioni           | Svezia - Paesi Bassi   | 30 - 12   |
| 1º novembre 1992 | L'Aia                | Europeo              | Qualificazioni           | Paesi Bassi - Svezia   | 18 - 13   |
| 21 luglio 1993   | Telgate              | Europeo              | Semifinale               | Italia - Svezia        | 9 - 0     |
| 1993             | Telgate              | Europeo              | Finale 3º - 4º posto     | Germania - Svezia      | 21 - 3    |
| 1993             | Stoccolma            | Amichevole           |                          | Svezia - Finlandia     | 29 - 27   |
| 1994             | Helsinki             | Amichevole           |                          | Finlandia - Svezia     | 14 - 0    |
| 26 marzo 1995    | Göteborg             | Europeo              | Qualificazioni           | Svezia - Norvegia      | 67 - 0    |
| 26 aprile 1995   | Helsinki             | Europeo              | Qualificazioni           | Finlandia - Svezia     | 24 - 7    |
| 1995             | Uppsala              | Amichevole           |                          | Svezia - Finlandia     | 7 - 41    |
| 1996             | Helsinki             | Amichevole           |                          | Finlandia - Svezia     | 17 - 16   |
| 1997             | Malmö                | Europeo              | Qualificazioni           | Svezia - Ucraina       | 56 - 0    |
| 16 luglio 1997   | Bolzano              | Europeo              | Semifinale               | Italia - Svezia        | 3 - 23    |
| 19 luglio 1997   | Bolzano              | Europeo              | Finale                   | Finlandia - Svezia     | 27 - 6    |
| 1997             | Västerås             | Amichevole           |                          | Svezia - Finlandia     | 6 - 7     |
| 1998             | Braunschweig         | Amichevole           |                          | Germania - Svezia      | 7 - 20    |
| 1998             | Helsinki             | Amichevole           |                          | Finlandia - Svezia     | 23 - 3    |
| 25 giugno 1999   | Palermo              | Mondiale             | Girone                   | Svezia - Australia     | 22 - 6    |
| 28 giugno 1999   | Palermo              | Mondiale             | Girone                   | Svezia - Giappone      | 14 - 24   |
| 3 luglio 1999    | Palermo              | Mondiale             | Finale 3º - 4º posto     | Italia - Svezia        | 12 - 38   |
| 2000             | Gentofte             | Europeo              | Ottavi di finale         | Danimarca - Svezia     | 0 - 41    |
| 26 maggio 2001   | Donec'k              | Europeo              | Quarti di finale         | Ucraina - Svezia       | 0 - 48    |
| 30 giugno 2001   | Stoccolma            | Europeo              | Semifinale               | Svezia - Finlandia     | 3 - 21    |
| 2002             | Copenaghen           | Campionato nordico   | Primo turno              | Norvegia - Svezia      | 0 - 82    |
| 2002             | Copenaghen           | Campionato nordico   | Primo turno              | Danimarca - Svezia     | 16 - 26   |
| 12 ottobre 2002  | Stoccolma            | Mondiale             | Qualificazioni           | Svezia - Francia       | 0 - 23    |
| 2003             | Helsinki             | Amichevole           |                          | Finlandia - Svezia     | 20 - 7    |
| 2004             | Arnhem               | Amichevole           |                          | Paesi Bassi - Svezia   | 0 - 53    |
| 2004             | Lilla                | Amichevole           |                          | Francia - Svezia       | 8 - 12    |
| 2004             | Östersund            | Campionato nordico   | Primo turno              | Svezia - Danimarca     | 31 - 7    |
| 2004             | Helsinki             | Amichevole           |                          | Finlandia - Svezia     | 7 - 13    |
| 15 luglio 2005   | Duisburg             | Giochi Mondiali      | Semifinale               | Svezia - Francia       | 29 - 7    |
| 17 luglio 2005   | Duisburg             | Giochi Mondiali      | Finale                   | Germania - Svezia      | 20 - 6    |
| 28 luglio 2005   | Malmö                | Europeo A            | Semifinale               | Svezia - Finlandia     | 23 - 19   |
| 30 luglio 2005   | Malmö                | Europeo A            | Finale                   | Svezia - Germania      | 16 - 7    |
| 2005             | Helsinki             | Amichevole           |                          | Finlandia - Svezia     | 24 - 28   |
| 2006             | Helsinki             | Amichevole           |                          | Finlandia - Svezia     | 14 - 24   |
| 2006             | Wolfsberg            | Amichevole           |                          | Austria - Svezia       | 14 - 19   |
| 2007             | Malmö                | Amichevole           |                          | Svezia - Danimarca     | 71 - 6    |
| 10 luglio 2007   | Kawasaki             | Mondiale             | Girone                   | Francia - Svezia       | 14 - 16   |
| 12 luglio 2007   | Kawasaki             | Mondiale             | Girone                   | Giappone - Svezia      | 48 - 0    |
| 14 luglio 2007   | Kawasaki             | Mondiale             | Finale 3º - 4º posto     | Germania - Svezia      | 7 - 0     |
| 2007             | Stoccolma            | Amichevole           |                          | Svezia - Finlandia     | 7 - 0     |
| 2008             | Stoccolma            | Amichevole           |                          | Svezia - Francia       | 17 - 27   |
| 2008             | Helsinki             | Amichevole           |                          | Finlandia - Svezia     | 3 - 17    |
| 2008             | Stoccarda            | Amichevole           |                          | Germania - Svezia      | 45 - 0    |
| 2009             | Loughborough         | Tri Nations          |                          | Svezia - Australia     | 34 - 0    |
| 2009             | Loughborough         | Tri Nations          |                          | Svezia - Gran Bretagna | 7 - 31    |
| 2009             | Stoccolma            | Amichevole           |                          | Svezia - Finlandia     | 14 - 0    |
| 25 luglio 2010   | Wetzlar              | Europeo A            | Girone                   | Svezia - Francia       | 7 - 14    |
| 29 luglio 2010   | Wiesbaden            | Europeo A            | Girone                   | Svezia - Gran Bretagna | 14 - 2    |
| 31 luglio 2010   | Francoforte sul Meno | Europeo A            | Finale 3º - 4º posto     | Svezia - Austria       | 0 - 30    |
| 2 ottobre 2010   | Vantaa               | Amichevole           |                          | Finlandia - Svezia     | 17 - 19   |
| 1º ottobre 2011  | Östermalm            | Amichevole           |                          | Svezia - Finlandia     | 34 - 35   |
| 6 ottobre 2012   | Helsinki             | Amichevole           |                          | Finlandia - Svezia     | 3 - 20    |
| 5 ottobre 2013   | Östermalm            | Amichevole           |                          | Svezia - Finlandia     | 23 - 33   |
| 2013             | Łódź                 | Amichevole           |                          | Polonia - Svezia       | 14 - 27   |
| 2013             | Palermo              | Amichevole           |                          | Italia - Svezia        | 14 - 31   |
| 2013             | Örebro               | Amichevole           |                          | Svezia - Francia       | 48 - 57   |
| 1º giugno 2014   | Sankt Pölten         | Europeo A            | Girone                   | Finlandia - Svezia     | 16 - 13   |
| 3 giugno 2014    | Sankt Pölten         | Europeo A            | Girone                   | Svezia - Germania      | 40 - 52   |
| 6 giugno 2014    | Vienna               | Europeo A            | Finale 5º - 6º posto     | Svezia - Danimarca     | 24 - 17   |
| 4 ottobre 2014   | Helsinki             | Amichevole           |                          | Finlandia - Svezia     | 10 - 15   |
| 2015             | Stoccolma            | Amichevole           |                          | Svezia - Finlandia     | 10 - 14   |
| 2016             | Ząbki                | Amichevole           |                          | Polonia - Svezia       | 21 - 28   |
| 1º ottobre 2016  | Helsinki             | Viking Line Bowl I   |                          | Finlandia - Svezia     | 31 - 17   |
| 7 ottobre 2017   | Stoccolma            | Viking Line Bowl II  |                          | Svezia - Finlandia     | 0 - 37    |
| 14 ottobre 2017  | Göteborg             | Amichevole           |                          | Svezia - Gran Bretagna | 15 - 12   |
| 31 luglio 2018   | Vantaa               | Europeo              | Girone                   | Svezia - Danimarca     | 30 - 20   |
| 2 agosto 2018    | Vantaa               | Europeo              | Girone                   | Austria - Svezia       | 41 - 3    |
| 4 agosto 2018    | Vantaa               | Europeo              | Finale 3º - 4º posto     | Svezia - Finlandia     | 21 - 35   |
| 6 ottobre 2018   | Vantaa               | Viking Line Bowl III |                          | Svezia - Finlandia     | 27 - 21   |
| 5 ottobre 2019   | Mosca                | Europeo A            | Qualificazioni           | Russia - Svezia        | 7 - 34    |
| 2 novembre 2019  | Kristianstad         | Europeo A            | Qualificazioni           | Svezia - Gran Bretagna | 36 - 14   |
| 7 agosto 2021    | Vantaa               | Europeo A            | Semifinale               | Finlandia - Svezia     | 14 - 22   |
| 17 ottobre 2021  |                      | Amichevole           |                          | Svezia - Finlandia     | 35 - 7    |
| 31 ottobre 2021  | Malmö                | Europeo A            | Finale                   | Svezia - Italia        | 14 - 41   |
| 8 ottobre 2022   | Örebro               | Europeo A            | Qualificazioni           | Svezia - Serbia        | 21 - 14   |
| 16 ottobre 2022  | Basilea              | Europeo A            | Qualificazioni           | Svizzera - Svezia      | 6 - 31    |
| 5 agosto 2023    | Vantaa               | Europeo A            | Semifinale               | Finlandia - Svezia     | 33 - 14   |
| 28 ottobre 2023  | Göteborg             | Europeo A            | Finale 3º - 4º posto     | Svezia - Italia        | 7 - 26    |
| 13 ottobre 2024  | Karlstad             | Europeo A            | Qualificazioni           | Svezia - Gran Bretagna | 20 - 19   |
| 26 ottobre 2024  | Krefeld              | Europeo A            | Qualificazioni           | Germania - Svezia      | 42 - 6    |
| 2 agosto 2025    |                      | Europeo A            | Semifinale 5º - 8º posto | Svezia - Rep. Ceca     |           |

## Confronti con le altre Nazionali
Questi sono i saldi della Svezia nei confronti delle Nazionali incontrate.

### Saldo positivo
| Nazionale     | Giocate | Vinte | Pareggiate | Perse | PF  | PS | Ultima vittoria | Ultimo pari | Ultima sconfitta |
| ------------- | ------- | ----- | ---------- | ----- | --- | -- | --------------- | ----------- | ---------------- |
| Danimarca     | 6       | 6     | 0          | 0     | 223 | 60 | 2018            | -           | -                |
| Ucraina       | 2       | 2     | 0          | 0     | 104 | 0  | 2001            | -           | -                |
| Australia     | 2       | 2     | 0          | 0     | 56  | 6  | 2009            | -           | -                |
| Polonia       | 2       | 2     | 0          | 0     | 55  | 35 | 2016            | -           | -                |
| Russia        | 1       | 1     | 0          | 0     | 34  | 7  | 2019            | -           | -                |
| Svizzera      | 1       | 1     | 0          | 0     | 31  | 6  | 2022            | -           | -                |
| Serbia        | 1       | 1     | 0          | 0     | 21  | 14 | 2022            | -           | -                |
| Gran Bretagna | 5       | 4     | 0          | 1     | 92  | 78 | 2024            | -           | 2009             |
| Norvegia      | 3       | 2     | 0          | 1     | 149 | 13 | 2002            | -           | 1988             |

### Saldo in pareggio
| Nazionale   | Giocate | Vinte | Pareggiate | Perse | PF  | PS  | Ultima vittoria | Ultimo pari | Ultima sconfitta |
| ----------- | ------- | ----- | ---------- | ----- | --- | --- | --------------- | ----------- | ---------------- |
| Italia      | 6       | 3     | 0          | 3     | 113 | 106 | 2013            | -           | 2023             |
| Paesi Bassi | 4       | 2     | 0          | 2     | 105 | 43  | 2004            | -           | 1992             |

### Saldo negativo
| Nazionale | Giocate | Vinte | Pareggiate | Perse | PF  | PS  | Ultima vittoria | Ultimo pari | Ultima sconfitta |
| --------- | ------- | ----- | ---------- | ----- | --- | --- | --------------- | ----------- | ---------------- |
| Finlandia | 32      | 15    | 0          | 17    | 500 | 641 | 2021            | -           | 2023             |
| Francia   | 7       | 3     | 0          | 4     | 129 | 150 | 2007            | -           | 2013             |
| Austria   | 3       | 1     | 0          | 2     | 22  | 85  | 2006            | -           | 2018             |
| Germania  | 8       | 2     | 0          | 6     | 105 | 168 | 2005            | -           | 2024             |
| Giappone  | 2       | 0     | 0          | 2     | 14  | 72  | -               | -           | 2007             |

## Roster storici
| Roster della Svezia - Europeo A 2014 |
| --- |
| Quarterback - Anders Hermodsson - Philip Juhlin Running Back - Christian Forsman - Sebastian Gauthier - Jonathan Wikström Wide Receiver - Fredrik Isaksson - Jesper Hermodsson - Amat Jobe - Per Lindelöf - Johan Stål - Marcus Johnsson - Fredrik Eklund - Sebastian Albinsson Offensive Linemen - Olle Norberg - Daniel Holmgren - Sebastian Nilsson - Marcus Lind - Daniel Söderberg - Rickard Ovsiannikov - Niklas Johansson Defensive Linemen - JP Lannerfors - Simon Nilsson - Henrik Green - Marco Gudding - David Strobel - Alexi Nyström Linebacker - Pontus Westman - Markus Westman - Joshua Akena - Oliver Persson - Robin Prevolnik - Filip Jönsson Defensive Back - Rikard Robbins - Marcus Christensson - Philip Minja - Lamin Saho - Christoffer Dessezar - Olof Eriksson - Kristoffer Folkstrand - Marlon Escobar - Oscar Söderberg - Anton Bengtsson Special Team - Ola Kimrin K Roster aggiornato al 29 novembre 2024 Coaching staff HC/DC Patrik Lundqvist · OC Jon Walker · QB Håkan Eriksson · ST/RB Robert Johansson · WR Kristoffer Fredlund · OL Erik Ahlberg · Asst. OL Stefan Björkman · DL Andreas Wennberg · LB Martin Köpsén · DB Alex Adamo |

| Roster della Svezia - Europeo A 2018 |
| --- |
| Quarterback - 2 Philip Juhlin Running Back - 5 Emil Knutsson - 20 Karl Ernlund - 22 Johnny Grandin - 25 Victor Toresson Wide Receiver - 80 Johannes Lindéus - 81 Stefan Galewski - 82 Tomas Jacobsen - 84 Jacob Dahre - 86 Edvin Taborda - 87 Michael Sander - 89 Oscar Wahlberg Offensive Linemen - 53 Marco Gudding - 55 Martin Thor - 56 John Lindgren - 65 Anton Wittberg - 66 Niklas Johansson - 70 Eric Blomgren - 75 Oscar Sundqvist - 79 Christoffer Kirk-Johansson Defensive Linemen - 91 Martin Johansson - 92 Malcolm Engström - 94 JP Lannerfors - 95 Klaes Pettersson - 96 Gogi Vasic - 99 Noghor Jemide Aibueku Linebacker - 32 Felix Järvelä - 34 Aslan Zetterberg - 40 Filip Jönsson - 46 Joshua Akena Defensive Back - 1 Nicholas Peterson - 8 Måns Åberg - 10 Tobias Asp - 12 Sebastian Brogren - 21 Philip Minja - 24 Markus Persson Special Team Roster aggiornato al 28 novembre 2024 Coaching staff HC Andreas Ehrenreich · OC/QB Frederik Moss Nielsen · DC Greg Gibson · LB Raine Vasanoja · DB Carl Kamm · OL Erik Ahlberg · WR Fredrik Eklund · ST/RB Robert Areno · DL Leandro Veal |

| Roster della Svezia - Qualificazioni europee 2019 |
| --- |
| Quarterback - Philip Juhlin - Dennis Isberg Running Back - Emil Knutsson - Joshua Akena - Kasper Wedberg Wide Receiver - Marcus Johnsson - Kevin Börzsei - Per Lindelöf - Robin Juhlin - Jonathan Gihl - Jacob Bergwall - Filip Wetterberg Offensive Linemen - Anton Hyvönen - Niklas Johansson - Marco Gudding - Martin Thor - John Lindgren - Eric Blomgren - Rasmus Karlsson Defensive Linemen - Malcolm Engström - Martin Jäppinen - Jakob Gorecki - Sebastian Nilsson - Benjamin Egbudiwe - Gogi Vasic Linebacker - Robin Prevolnic - Mattias Eriksson - Filip Jönsson - Hugo Dyrendahl - Josh Murphy Defensive Back - Eric Murphy - Josef Nguzo - Nicholas Peterson - Markus Persson - Elias Rosenqvist - Victor Jonsson - Sebastian Gauthier Special Team - David Nyhlén K Roster aggiornato al 29 novembre 2024 Coaching staff HC BD Kennedy · OC Daniel Holmgren · Asst. Off. Johan Stål · Asst. Off. Sebastian Nilsson · DC Kari Turpeinen · Asst. Def. Carl Haglind · Asst. Def. Noghor Jemide Aibueku |

| Roster della Svezia - Finlandia-Svezia Semifinale Europeo 2021 |
| --- |
| Quarterback - 2 Philip Juhlin - 7 Viktor Ekberg Running Back - 30 Timmy Göransson - 3 Emil Knutsson Wide Receiver - 8 Edvin Taborda - 16 Filip Wetterberg - 15 Jacob Bergwall - 11 Kevin Börzsei - 80 Johannes Lindéus - 82 Jesper Lindéus - 10 Theo Landström Offensive Linemen - 77 Robin Svallin LT - 75 Julian Santana LT - 54 Anton Hyvönen LG/C - 79 Leo Bronse LG/RG - 55 Martin Thor C - 56 John Lindgren RG - 72 Eric Blomgren RT - 50 Christoffer Kirk-Johansson RT Defensive Linemen - 52 Richard Liljestrand DE - 17 Benjamin Egbudiwe DE/DT - 95 Gogi Vasic DT - 99 Noghor Jemide Aibueku DT - 91 Anton Holm Längby DT - 6 Jakob Gorecki DE - 32 Rikard Carlsson DE Linebacker - 9 Ludwig Myrén - 42 Mattias Eriksson - 40 Edvin Jönsson - 44 Erik Elfwing - 5 Joshua Akena Defensive Back - 12 Victor Garcia CB - 25 Cevin Ericsson CB - 20 Noah Allsten CB - 1 Nicholas Peterson SS - 23 Marcus Jonsson SS - 21 Josef Nguzo FS - 27 Tobias Asp FS Special Team Roster aggiornato al 28 novembre 2024 |